# Fritz Stemme
Fritz Stemme (* 23. Juli 1924 in Bremen; † 19. November 2016 ebenda) war ein deutscher Psychologe und Hochschullehrer. Stemme gilt als Pionier der Sportpsychologie in Deutschland.

## Leben
In Marburg und Heidelberg studierte Stemme die Fächer Philosophie, Psychologie und Literatur. Seine Doktorarbeit mit dem Titel Karl Philipp Moritz und die Entwicklung von der pietistischen Autobiographie zur Romanliteratur der Erfahrungsseelenkunde wurde 1950 an der Universität Marburg angenommen. An der Pädagogischen Hochschule Bremen hatte er ab 1961 eine Professorenstelle inne und übte bis 1966 das Amt des Rektors aus. Zwischen 1972 und 1992 war Stemme an der Universität Bremen Inhaber des Lehrstuhls für Klinische Psychologie und Persönlichkeitsforschung.
Im Sport war Stemme von 1970 bis 1993 als psychologischer Berater des Fußball-Bundesligisten Werder Bremen, für den Deutschen-Fußball-Bund und den europäischen Fußballverband UEFA tätig, später auch für den FC Schalke 04. Er befasste sich in der Sportpsychologie mit Trainingsmethoden von Kosmonauten und deren Übertragbarkeit auf den Leistungssport, mit dem Einfluss mentaler Techniken auf die Leistungsfähigkeit und in diesem Zusammenhang mit dem Begriff des Supertrainings, des Weiteren mit Konflikten im Fußball. Er war 1974 Mitverfasser des Buchs Fußball intern: Geschichte und Geschichten, die schönsten Spiele, Amateure, Profis und Profit, Psychologie der Spieler und Fans, Regeln, Weltmeisterschaft 1974. 2001 veröffentlichte er das Werk Der Ball, den das Leben spielt, in dem er seine Lebenserinnerungen schilderte, im 2004 erschienenen Buch Herzstillstand. Grenzerfahrungen eines Sportpsychologen beschrieb Stemme den Umgang mit seiner Herzerkrankung.
Zu den Gegenständen Stemmes wissenschaftlicher Arbeit zählte ebenfalls die Pädagogische Psychologie und die Psychologie als Waffe im Kalten Krieg.